# جوين لورين
جوين لورين (بالإنجليزية: Joy Lauren)‏ هي ممثلة أمريكية، ولدت في 18 أكتوبر 1989 بأتلانتا في الولايات المتحدة.

## وصلات خارجية
- جوين لورين على موقع IMDb (الإنجليزية)
- جوين لورين على موقع ألو سيني (الفرنسية)
- جوين لورين على موقع أول موفي (الإنجليزية)
- جوين لورين على موقع قاعدة بيانات الفيلم (الإنجليزية)
- جوين لورين على موقع كينوبويسك (الروسية)